# GE BB40-9WM
As GE BB40-9WM são locomotivas diesel-elétricas que foram compradas pela Estrada de Ferro Vitória a Minas a partir de 1997. Trata-se de uma versão de bitola métrica da popular locomotiva GE Dash 9-40CW, muito comum nos Estados Unidos. Todas as 141 unidades dessa locomotiva são de propriedade da EFVM no Brasil. Elas são equipadas com quatro truques ferroviários Flexicoil-B, dois em cada extremidade substituindo os truques convencionais de seis eixos tipo Hi-Ad. Isto foi necessário porque as linhas da EFVM são de bitola métrica e por causa da limitação de carga por eixo da ferrovia, e os motores de tração da C44-9W padrão não caberiam nos truques estreitos. Para obter a mesma potência total, menores e mais motores são necessários para aproveitar melhor a potência do motor primário. Foram numeradas de 1113-1311.
Foram fabricadas pela GE Transportation nos EUA.

## Histórico
O bom desempenho das locomotivas Dash 9 levou a CVRD a fazer em 1997 uma nova encomenda de mais dez exemplares de 4000 hp para a EFVM, em conjunto com cinco Dash 9 de 4400 hp para a Estrada de Ferro Carajás. Desta vez a fabricação ficou por conta da GE americana, tendo como novidade a adoção da nova cabine North American Safety Cab para todas as locomotivas. Este tipo de cabine foi desenvolvido para dar maior conforto e segurança para os maquinistas, sendo reminiscente do antigo estilo cowl unit das clássicas locomotivas diesel americanas do século XX produzidas entre o final da década de 1930 e o final da década de 1950, do qual o modelo B12 da EFVM foi um dos principais exemplos no Brasil. Mesmo com a adoção deste tipo de cabine, a EFVM preferiu o mesmo tipo de cabine tradicional das suas demais locomotivas Dash 9, dispondo do console vertical equipado com os monitores do sistema IFC posicionado à esquerda da poltrona do maquinista. Por conta da nova cabine, também conhecida como wide cab (cabine larga, embora na realidade largo seja o nariz). O modelo da EFVM foi designado pela GE como Dash 9-40BBW, também sendo conhecido como BB40-9WM ou Dash9W. As dez locomotivas entraram em operação em Dezembro de 1997 (12/1997), numeradas de 1113 a 1122, na sequência das BB40-9M brasileiras.
Desde 2009, adquiridas pela Vale a EFVM vem recebendo mais unidades desta locomotiva, aumentando assim a quantidade de exemplares no Brasil. Daquele ano para cá vieram muitas novidades, a principal delas foi a pintura: A locomotiva passa a ter como cor principal o prateado, seguida por uma enorme faixa verde e outras duas menores - amarela, e uma de tom amarelado - e com uma faixa branca, num canto no alto da locomotiva ao lado das 'asas' do radiador, com o nome Estrada de Ferro Vitória a Minas acompanhado de uma pequena bandeira do Brasil - padrão tipo 'Brasil' apesar de a Vale ser há tempos privatizada. Grande parte das outras locos das primeiras compras também já receberam o novo padrão de pintura. Continuam seguindo a numeração original começando na # 1254 e com a última compra em 2011, terminando na # 1311.

## Novas GE BB40-9WM para a ALL, VL! e Brado
América Latina Logística (ALL)
Em 2012, a ALL recebeu as primeiras locomotivas BB40-9WM como parte de um lote fabricado nos EUA, as mesmas foram desembarcadas no Porto de Paranaguá e transportadas por caminhão até Curitiba.Sua área de operação é na maior parte da malha ferroviária do estado do Paraná exceto na Ferroeste. Ou seja, em 100% de malha, as BB40-9WM da ALL rodam em 94%. Foram distribuídas com a numeração na inédita série 83xx, começando na # 8300 e terminando na # 8315.
VLI Logística
A nova empresa criada pela Vale para administrar a Ferrovia Centro-Atlântica, a Valor da Logística Integrada, também adquiriu suas BB40-9WM. Um dos lotes chegou junto com outras locos do mesmo modelo para a ALL, mas os restantes das locomotivas vieram separadas. Foram descarregadas no Porto de Tubarão, colocados os truques nas oficinas da EFVM no porto, e de lá aguardaram frete para Minas Gerais, principal trecho de operação. Podem ser vistas em toda a malha Oeste e Norte do estado (desde que sob concessão). Também constantemente são vistas de MG para o ES, levando para o porto (de Vitória) cargas com grãos destinados à exportação do estado de Goiás. Desde certo tempo, são vistas rodando no estado de SP na linha tronco da Mogiana, indo desde Araguari ou Uberlândia, até as cidades de São Simão (principalmente) ou até o fim do ramal, em Campinas. Também em Fevereiro, agora destinada à VLI (ou VL!), foi adquirido um lote de oito locos deste mesmo modelo, assim iniciando o firmamento de um contrato para a fabricação de mais uma dezena para a empresa.
Foram numeradas de 6020 a 6050, 6095 a 6099, 6175 a 6191, 8667 a 8684 e 8787 a 8794
Brado Logística
Desde 2013, a General Electric do Brasil vinha desenvolvendo em sua planta na cidade de Contagem, MG, um protótipo (de motor de tração) da locomotiva Dash 9 para a bitola métrica. Não querendo que fosse divulgada pela mídia, toda a produção foi secretamente mantida. Até o início do ano foi concluída. A primeira unidade: Foi então confirmado o início da produção do modelo: GE BB40-9WM. Como as que já existem por aqui, mas agora "100%" brasileiro. Recentemente, em Janeiro de 2014, foram vistas pela primeira vez as locos encomendadas pela Brado à GE. São as primeiras três unidades com índice de nacionalização acima de 50%. Seu número padrão segue o das SD70ACe Eldorado e C30-7 Progress Rail alugada a ALL (9577-9579).